# Marija Terezija Francuska
Marie-Thérese-Charlotte (19. prosinca 1778. – 19. listopada 1851.) francuska princeza. Bila je najstarije dijete kralja Luja XVI. i kraljice Marie Antoinette. Budući da je bila najstarija kćer Luja XVI., nosila je titulu Madame Royale. Ime je dobila po svojoj baki, Mariji Tereziji Austrijskoj.
Imala je dva brata, Louisa Josepha od Francuske (1781 - 1787) i Louisa Charlesa (1785 - 1795), te sestru, Sophie Hélène Béatrice od Francuske (1786 - 1987).
Umrla je u 72. godini. 